# Extra EA-500

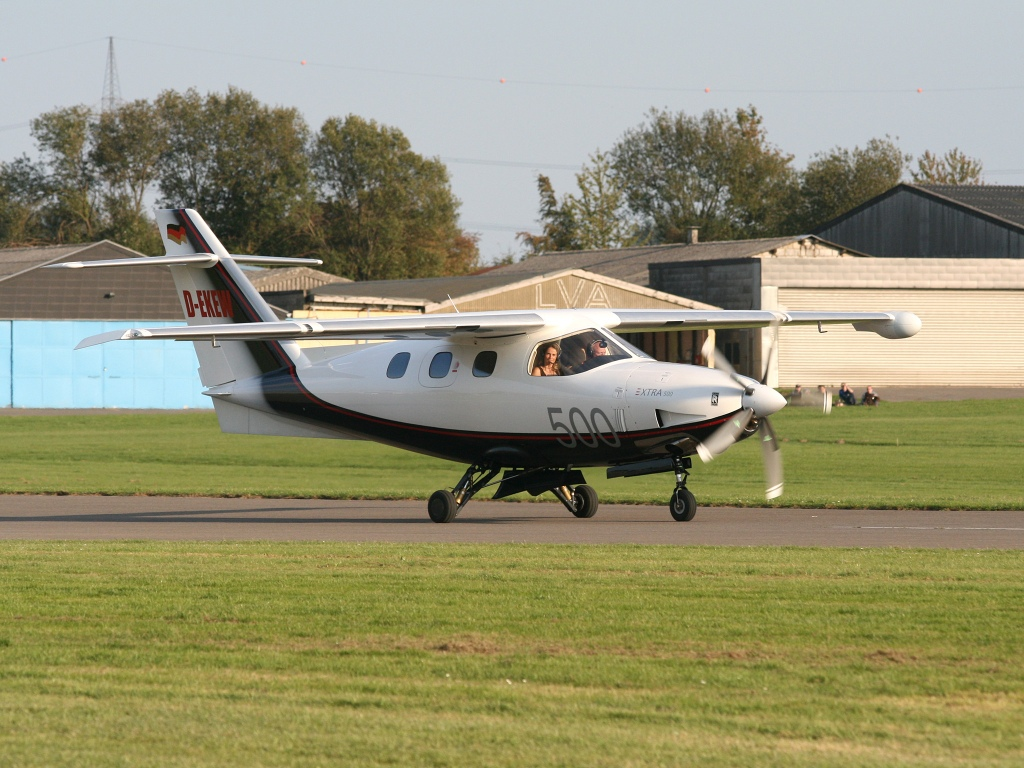
Extra 500

De Extra Aircraft EA-500 of Extra 500 is een eenmotorig turbopropvliegtuig, ontwikkeld door de Duitse vliegtuigbouwer Walter Extra en gebouwd door diens bedrijf Extra Aircraft in Hünxe.
De EA-500 is gebaseerd op de EA-400, die met een zuigermotor van 350 pk is uitgerust. De motor van de EA-500 is een Rolls-Royce 250-B17F/2-turbine met een vermogen van 450 pk, die een vijfbladige propeller uit composietmateriaal aandrijft met een diameter van 2,10 m. Uiterlijke kenmerken van het toestel zijn de hooggeplaatste vleugel, en een "rondbuikige" romp met spits toelopende achtersteven. Het onderstel is inklapbaar.
Het toestel is voornamelijk bedoeld voor zakenreizen. Het biedt plaats aan zes personen: twee in de cockpit en vier in de cabine, in comfortabele lederen zetels. De cabine met een binnenhoogte van 1,24 m en een breedte van 1,40 m op het breedste punt, heeft een automatische drukregeling. Het toestel is grotendeels van composietmaterialen, om gewicht en brandstofverbruik te besparen.
Het eerste prototype vloog voor het eerst in 2002. In juli 2004 verkreeg het de EASA-typecertificatie. Begin 2008 is begonnen met de bouw van de eerste drie serie-exemplaren. De prijs van een EA-500 in standaarduitrusting is 1.249.500 euro, inclusief btw.

## Specificaties
- spanwijdte: 11,7 m
- lengte: 10,1 m
- hoogte: 3,4 m

- leeggewicht: 1445 kg
- max. startgewicht: 2130 kg
- max. lading (inclusief brandstof): 685 kg
- brandstoftankvolume: 680 l (554 kg)

- kruissnelheid: 226 knopen (418 km/u)
- plafond: 25.000 voet (7620 m)
- stijgsnelheid: 1350 voet/min (maximaal)
- reikwijdte inclusief 45 minuten reserve: circa 1600 zeemijl (ongeveer 2960 km) (bij max. hoeveelheid brandstof)